# Seus Olhos (poema)
Seus Olhos é um poema lírico de Gonçalves Dias, dedicado a Ana Amélia Ferreira do Vale.
Gonçalves Dias conheceu-a ainda moça e ela posteriormente inspiraria mais outras poesias.
Alexandre Herculano comenta em 1847 que esta poesia é uma das mais mimosas composições líricas que tenho lido em minha vida.